# Pazmije vejcorodá
Pazmije vejcorodá (Causus rhombeatus) je druh jedovatého hada, který žije v savanách Afriky na územích Angoly, Botswany Burundi, Demokratické republiky Kongo Etiopie, Jihoafrické republiky, Keni, Malawi, Mosambiku, Nigérie, Rwandy, Somálska, Súdánu, Svazijska, Tanzanie, Ugandy, Zambie a Zimbabwe. Nejsou známy žádné poddruhy tohoto druhu. Dospělý jedinec průměrně měří 60 cm. Jeden sameček nalezený v Zimbabwe měřil rekordních 93 cm.

## Synonyma
- Sepedon rhombeata – Lichtenstein, 1823
- Naja rhombeatus – Schlegel, 1837
- Aspedilaps rhombeatus – Jan, 1859
- Causus rhombeatus var. taeniata – Sternfeld, 1912
- Causus rhombeatus rhombeatus – Laurent, 1956
- Sepedon rhombeatus – Elter, 1981